# Kanton Cordes-sur-Ciel
Der Kanton Cordes-sur-Ciel war bis 2015 ein französischer Wahlkreis im Arrondissement Albi, im Département Tarn und in der Region Midi-Pyrénées. Hauptort war Cordes-sur-Ciel. Vertreter im Generalrat des Départements war zuletzt von 2004 bis 2015 Henri Narbonne (DVD). 
Der Kanton war 169,82 Quadratkilometer groß und hatte 3640 Einwohner, was einer Bevölkerungsdichte von 21 Einwohner pro Quadratkilometer entsprach. Im Mittel liegt er 274 Meter über Normalnull, zwischen 133 und 523 Meter. 

## Gemeinden
Der Kanton bestand aus 17 Gemeinden:
| Gemeinde              | Einwohner Jahr | Fläche km² | Bevölkerungsdichte | Code INSEE | Postleitzahl |
| --------------------- | -------------- | ---------- | ------------------ | ---------- | ------------ |
| Amarens               | 70 (2013)      | –          | – Einw./km²        | 81009      | 81170        |
| Bournazel             | 180 (2013)     | –          | – Einw./km²        | 81035      | 81170        |
| Les Cabannes          | 368 (2013)     | –          | – Einw./km²        | 81045      | 81170        |
| Cordes-sur-Ciel       | 940 (2013)     | –          | – Einw./km²        | 81069      | 81170        |
| Donnazac              | 79 (2013)      | –          | – Einw./km²        | 81080      | 81170        |
| Frausseilles          | 89 (2013)      | –          | – Einw./km²        | 81095      | 81170        |
| Labarthe-Bleys        | 78 (2013)      | –          | – Einw./km²        | 81111      | 81170        |
| Lacapelle-Ségalar     | 96 (2013)      | –          | – Einw./km²        | 81123      | 81170        |
| Livers-Cazelles       | 222 (2013)     | –          | – Einw./km²        | 81146      | 81170        |
| Loubers               | 88 (2013)      | –          | – Einw./km²        | 81148      | 81170        |
| Mouzieys-Panens       | 251 (2013)     | –          | – Einw./km²        | 81191      | 81170        |
| Noailles              | 215 (2013)     | –          | – Einw./km²        | 81197      | 81170        |
| Saint-Marcel-Campes   | 209 (2013)     | –          | – Einw./km²        | 81262      | 81170        |
| Saint-Martin-Laguépie | 405 (2013)     | –          | – Einw./km²        | 81263      | 81170        |
| Souel                 | 189 (2013)     | –          | – Einw./km²        | 81290      | 81170        |
| Tonnac                | 125 (2013)     | –          | – Einw./km²        | 81300      | 81170        |
| Vindrac-Alayrac       | 171 (2013)     | –          | – Einw./km²        | 81320      | 81170        |